# 岩堀行宏
岩堀 行宏（いわほり ゆきひろ、1932年（昭和7年） - 2000年（平成12年）9月2日）は、日本の英学史・辞書史研究者であるとともに実業家。後楽園スタヂアム常務取締役、東京ドーム常務理事を務めた。元西日本後楽園会長。

## 人物・略歴
1932年（昭和7年）、静岡市出身。1951年（昭和26年）、静岡県立静岡城内高等学校卒業。明治学院大学経済学部卒業。学生時代より『和英語林集成』をきっかけに辞書に魅かれ、幕末・明治の英語辞書、草創期の辞書を収集。ジョアン・ロドリゲスの「日本大文典」に始まり、ヘボンの「和英語林集成」に至る、揺籃期の英和・和英辞典の歩みを実物に即して解明した『英和・和英辞典の誕生 : 日欧言語文化交流史』を著した。三百年に及ぶ日欧文化交流史、当時の人々のことばと文化への情熱を伝える労作として知られる。
コレクションは明治学院大学に寄贈され（岩堀行宏文庫）、所蔵辞書とともに「幕末・明治英学辞書コレクション」に発展した。実業家としても成功し、後楽園スタヂアム常務取締役を経て、西日本後楽園取締役会長。東京ドーム常務理事を務めた。
2000年9月2日、肺炎のため死去。

## 著書
- 『英和・和英辞典の誕生―日欧言語文化交流史』図書出版社、1995.4